# In un milione di piccoli pezzi
In un milione di piccoli pezzi (2003) è il primo romanzo di James Frey, scrittore statunitense, nato nel 1969.

## Trama e stile
È il racconto parzialmente autobiografico della dipendenza dalla droga e dall'alcool dell'autore.
La scrittura è ossessiva, la descrizione della degradazione fisica e psichica a cui possono portare l'alcool e la droga è cruda e dettagliata.
Gran parte del libro racconta la riabilitazione dell'autore in una clinica del Minnesota, la difficoltà di uscire dalle sue dipendenze e la volontà di riappropriarsi della sua vita. 
Nella clinica James conoscerà molte persone in difficoltà tra cui Lilly, che diventerà la sua ragazza, e Leonard, personaggio principale del seguito di In un milione di piccoli pezzi, Il mio amico Leonard (2005).

## Controversia
L'8 gennaio 2006, il sito internet The Smoking Gun pubblica un articolo che accusa Frey di aver inventato gran parte delle sue memorie, inclusi i dettagli sulla sua fedina penale. In particolare, secondo il sito web, Frey non sarebbe mai stato incarcerato ma avrebbe, al contrario, esagerato le circostanze di un arresto chiave descritto nel libro: una condanna di 87 giorni in prigione che, nella realtà e stando al rapporto della polizia che The Smoking Gun ha scoperto, consisterebbe in realtà in un fermo in una stazione di polizia della durata di non più di cinque ore e risoltosi con la sanzione di una multa di qualche centinaio di dollari per alcuni reati minori.
Inizialmente le case editrici del libro sostengono la versione di Frey, ma di fronte a prove certe e dettagliate debbono modificare le loro posizioni, rilasciando la seguente dichiarazione: "Quando Smoking Gun ha pubblicato l'articolo, la nostra prima risposta è stata quella di sostenere il nostro autore, dato che stavamo ancora cercando di capire la realtà dei fatti. Da allora, abbiamo verificato con lui la fondatezza delle accuse e purtroppo abbiamo appurato che una serie di fatti sono stati alterati e gli incidenti abbelliti". Di conseguenza, gli editori decidono di includere nelle future pubblicazioni del libro una nota di avvertimento dell'editore ed una dell'autore.
Il giornale Minneapolis Star Tribune rivela che già nel 2003 Frey aveva dichiarato: "Non ho mai negato di aver modificato i piccoli dettagli" e, dopo aver sostenuto che il suo editore aveva fatto un controllo sul libro, aveva confermato di aver cambiato solo i dettagli di alcune persone per non rivelare la loro identità. E difatti, in occasione della pubblicazione del libro, aveva scritto: "Se scrivo dal mio cuore, se quello che dico è verità e proviene da un luogo di verità, posso aiutare a comprendere tutte quelle persone che vivono nella dipendenza e nell'alcolismo".
L'11 gennaio 2006, Frey appare con sua madre in un talk show televisivo per difendere il suo lavoro, affermando che tutti i libri di memorie contengono dettagli alterati o non veri al solo fine di aumentare l'effetto letterario e sottolinenado la realtà della sua dipendenza da droghe e alcool, che costituisce il punto principale del suo lavoro. Tuttavia, le polemiche non si placano finché, nel corso di una successiva apparizione televisiva, Frey conferma alcune delle accuse mosse contro di lui, ammettendo che il sito internet The Smoking Gun era stato preciso nel riferire delle poche ore da lui trascorse in prigione piuttosto che gli 87 giorni raccontati nel libro. Anche l'editrice di Frey, chiamata a difendere la sua decisione di classificare il libro come un libro di memorie, ammette di non aver mai verificato la veridicità del suo contenuto.
A seguito di queste dichiarazioni, i media si scatenano contro Frey e contro la sua editrice, accusandoli aver manipolato e "preso in giro" i lettori. Frey si difende sostenendo di essere semplice scrittore e, come tale, di aver scritto un romanzo "basato su fatti reali"; inoltre fa implicitamente capire di non aver mai voluto che il suo libro fosse pubblicizzato come storia vera, scelta questa che era stata presa unilateralmente dalla sua casa editrice, senza che lui fosse consultato.
Il 27 gennaio 2006 la Random House, casa editrice del libro, dichiara che le future edizioni del libro avrebbero contenuto le note sia dell'editore che di Frey circa il contenuto non interamente reale del libro, annunciando che le ristampe sarebbero state bloccate fino a che non fosse stata predisposta tale integrazione. Nello stesso periodo Frey viene abbandonato dalla sua agente letteraria, Kassie Evashevski, essendo venuto meno il rapporto fiduciario alla base della loro collaborazione.
Sempre nel 2006, Random House pubblica una nota di Frey per il lettore, inclusa nelle edizioni successive del libro.  Nella nota, Frey si scusa per aver inventato alcune parti del suo libro e per aver descritto sé stesso "più duro, più audace e più aggressivo di quanto sono stato o sono realmente".  Aggiunge: "La gente affronta le avversità in molti modi diversi, che sono profondamente personali. Il mio errore è stato quello di scrivere della persona che ho creato nella mia mente per aiutarmi ad affrontare i miei problemi e non della persona che ha attraversato davvero quell'esperienza". Frey ammette poi di aver inventato parte del libro per ricreare quei picchi di tensione che tutte le grandi storie richiedono, rivendicando il diritto di ogni scrittore di memorie di abbellire i propri ricordi nella creazione delle proprie opere letterarie.
Il 24 febbraio 2006 la casa editrice Riverhead, che aveva pubblicato nel 2005 il secondo libro di Frey Il mio amico Leonard, comunica di aver risolto il contratto con lo scrittore per la pubblicazione di due libri.
Il 12 settembre 2006 la Random House si offre di rimborsare il costo del libro a tutti i lettori che si ritenevano in qualche modo truffati. Il 2 novembre 2007, l'Associated Press pubblica l'esito della controversia, riferendo che solo 1.729 lettori si erano fatti avanti per ottenere il rimborso.
Alla fine del 2007, Frey firma un nuovo contratto con la casa editrice Harper Collins per tre nuovi libri, il primo dei quali è stato pubblicato in Italia ad inizio 2009 con il titolo Buongiorno Los Angeles. Nel corso delle numerose interviste per il lancio promozionale del libro, Frey si dice tuttora incredulo (ma non arrabbiato) del clamore mediatico sorto attorno al precedente In un milione di piccoli pezzi ed è convinto che la vicenda non abbia tolto né aggiunto alcunché al valore del libro, che "ha venduto prima della polemica e ha continuato a vendere anche dopo". Ribadisce di aver attinto alle sue vicende personali per creare l'ossatura di un libro che, a suo dire, non ha mai voluto contrabbandare come autobiografia; afferma di non aver mai pensato di smettere di scrivere, tant'è che sta già lavorando al nuovo romanzo, che dovrebbe trattare di un uomo di 32 anni che si crede Gesù risorto a New York City.